# 2014 PN70
2014 PN70 là một thiên thể ngoài Hải Vương tinh nằm ở vành đai Kuiper của Hệ Mặt Trời. Nó có đường kính khoảng 40 km. 2014 PN70 được quan sát lần đầu vào ngày 6 tháng 8 năm 2014 bởi kính viễn vọng không gian Hubble. Nó đã từng là mục tiêu bay qua của tàu thăm dò New Horizons cho đến năm 2015, khi 2014 MU69 được lựa chọn.

## Khám phá và quỹ đạo
2014 PN70 được khám phá bởi hình ảnh được chụp của kính viễn vọng không gian Hubble vào ngày 6 tháng 8 năm 2014. Nó có củng điểm là 42.096 AU, viễn điểm là 46.606 AU. Chu kỳ quỹ đạo của 2014 PN70 là 295.37. Nó cũng có độ nghiêng quỹ đạo là 4.1178 độ, acgumen của cận điểm là 231.52 độ.

## Đặc điểm vật lý
2014 PN70 có cấp sao biểu kiến là 26.4 còn cấp sao tuyệt đối là 10.3.